# Rudolf Lipschitz
Rudolf Otto Sigismund Lipschitz (Königsberg, 1832. május 14. – Bonn, 1903. október 7.) német matematikus.

## Életpálya
Apja földbirtokos volt. Matematikát szülővárosában, Königsbergben majd Berlinben tanult. Gyenge egészségi állapota miatt csak 1853-ban doktorált, tanárai Peter Gustav Lejeune Dirichlet és Martin Ohm volt. Négy évig középiskolai tanár Königsbergben. 1857-től a berlini a Friedrich Wilhelm Egyetem tanára. 1862-től a breslaui központi Friedrich Wilhelms Universität professzora. Tanártársaival kialakította a matematikai szeminárium és a matematikai fizika oktatásának módszertanát. 1864-től a bonni Friedrich Wilhelms Universität tanára. 1868-ban Felix Klein tanára volt.

## Kutatási területei
Az alkalmazott matematika szinte minden területén dolgozott.

## Írásai
Breslauban írt két szakkönyvet.

## Szakmai sikerek
A (valós) függvények analízisének elméletében nevével jegyzik a Lipschitz-tulajdonságot és a Lipschitz-féle konvergenciakritériumot.